# David Kenworthy (11e baron Strabolgi)
David Montague de Burgh Kenworthy, 11e baron Strabolgi (1er novembre 1914 - 24 décembre 2010) est un pair du Parti travailliste.

## Éducation
Strabolgi fait ses études à la Gresham's School, à Holt et à la Chelsea School of Art.
Il est Capitaine des Yeomen of the Guard du 11 mars 1974 au 3 mai 1979 et Whip en chef adjoint du Parti travailliste à la Chambre des lords de 1974 à 1979.
Le titre de baron Strabolgi est créé en 1318 pour le dixième comte d'Atholl. La baronnie est entrée à deux reprises dans de longues périodes de suspension, au cours desquelles aucune prétention à la détenir ne pouvait être établie, la seconde durant plus de trois cents ans. La deuxième période de suspension prend fin en 1916 au profit de Cuthbert Kenworthy, le grand-père du 11e baron Strabolgi, qui succède à Joseph Kenworthy en 1953.
Strabolgi est décédé le 24 décembre 2010, à l'âge de 96 ans. Il est remplacé dans la baronnie par son neveu, Andrew DW Kenworthy (né en 1967), qui devient le 12e baron Strabolgi.